# Eőry Mihály
Eőry Mihály, Engelhardt (Nagykamarás, 1909. szeptember 21. – Budapest, 1975. szeptember 24.) válogatott labdarúgó, csatár, balösszekötő.

## Pályafutása

### Klubcsapatban
A Csabai AK-ban kezdte a pályafutását. Három évig a Csabai MÁV, majd 1930-tól a Bohn SC-ben szerepelt. 1933-tól a Bocskai FC labdarúgója volt. Az egykoron híres, debreceni Markos, Vincze, Teleki, Eőry, Hevesi összetételű csatársor gyors és gólveszélyes balösszekötője volt. 1934-től az FC Sète játékosa lett. 1937-ig Troyes-ben szerepelt. 1939-ig a DiMÁVAG játékosa volt.

### A válogatottban
1933-ban egy alkalommal szerepelt a magyar labdarúgó-válogatottban.

## Statisztika

### Mérkőzése a válogatottban
| Magyarország | Magyarország      | Magyarország              | Magyarország | Magyarország | Magyarország | Magyarország | Magyarország | Magyarország |
| #            | Dátum             | Helyszín                  | Hazai        | Eredmény     | Vendég       | Kiírás       | Gólok        | Esemény      |
| ------------ | ----------------- | ------------------------- | ------------ | ------------ | ------------ | ------------ | ------------ | ------------ |
| 1.           | 1933. április 30. | Budapest, Üllői úti pálya | Magyarország | 1 – 1        | Ausztria     | barátságos   | -            |              |
|              | Összesen          |                           |              | 1            | mérkőzés     |              | 0            | gól          |